# Judje
Júdje (Júdi, ali Žídje in Žídi ter Izraeliti in Jevreji, kar danes velja za manj primerno; hebrejsko יהודים, jehudim) so etnično-verska skupina, ki je nastala na območju Bližnjega vzhoda in je v genetskem jedru sorodna ljudstvom Rodovitnega polmeseca. V judovstvu je razmerje med genetsko, versko in kulturno komponento kompleksno. Poleg samoopredelitve pripadnosti judovstvu so bolj, kot pri večini drugih skupin, pomembna skupnostna pravila sprejema; verska in pravna. 
Stara judovska kultura je nastala kot nadaljevanje predzgodovinske kulture Kanaancev na področju sedanjih držav Izrael, Palestina, Libanon in Sirija. Večina Judov živi izven zgodovinske domovine vse od porušitve prvega Salomonovega templja v 6. stoletju pr. n. št. Razkropili so se najprej po bližnjih deželah, kasneje po rimskem cesarstvu. V srednjem in novem veku so se Judi še veliko selili, največ zaradi preganjanja. V Hitlerjevi Nemčiji ter v zasedenih in pridruženih (kvizlinških) državah so doživeli množični poboj – holokavst. Od okoli 15 milijonov Judov pred 2. svetovno vojno je bilo pobitih okoli 6 milijonov. Številčno si judovstvo še ni opomoglo. Približno 40 % (6 milijonov) od skupno 12–14 milijonov Judov živi v judovski državi Izraelu, ostale večje skupnosti se nahajajo v ZDA  (okoli 5,2 milijona) in Evropi.

## Delitev Judov
Delitve Judov lahko razdelimo v pravnem, etničnem in verskem smislu.

### Opredelitev identitete
Poleg osebne opredelitve pripadnosti k judovski skupnosti je praktično pomembna pravna in družbena (skupinska) opredelitev. 
Država Izrael omogoča pridobitev državljanstva na osnovi rodu vsem osebam, ki lahko dokažejo, da je vsaj eden izmed starih staršev bil Jud (vsaj četrtina judovske "krvi"). Enak kriterij so določali nacistični nürnberški rasni zakoni. Skladnost ni naključna: država Izrael sprejema pod okrilje vse, ki so bili preganjani v nacistični Nemčiji. Podelitev izraelskega državljanstva po krvi se ne ozira na veroizpoved, pridržujejo pa si pravico zavrniti osebo, ki bi lahko bila varnostno tveganje. 
Izrael, ki je v marsičem teokratska država, ima ločena pravila za pripadnike judovstva, Jude po nacionalnosti in druge državljane Izraela (Arabce in druge).  
Verska pravila o judovstvu so strožja in največkrat temeljijo na potomstvu po materi. Pripadnost k Judovstvu priznavajo kot rasno-narodnostni skupini osebam, rojenim judovski materi, ne glede na versko prepričanje osebe. Takega mnenja je celo večina ortodoksnih Judov.
Oseba se lahko pridruži judovstvu (veri) po zahtevnem postopku. Po formalnem sprejemu v judovsko vero za osebo veljajo enaka pravila kot za dednega Juda.
Zaradi rasnih zakonov, tako srednjeveških kot kasnejših, so se mnogi Judje prekrstili. Genetska študija navaja, da ima 19,8% prebivalstva Iberskega polotoka genetske značilnosti judovskega izvora, 11% prebivalstva pa lahko pripišemo severnoafriškemu (mavrskemu) izvoru.

### Judovske verske ločine

#### Ortodoksni Judje
Pravoverni Judi živijo po vzoru tradicionalnih vrednot in upoštevajo nauke Tore. Spadajo v okvir Hasidijskega judovstva, ki se je začelo v vzhodni Evropi. Veliko Judov v sklopu te skupine opravi študij Tore in veruje v zapisano v Stari zavezi. Ženske in moški med obredi v sinagogi sedijo ločeno. Nasprotujejo mešanim porokam (med Judi in Nejudi), uživajo v glavnem košersko hrano, največ pa jih živi v Izraelu (800.000) in v vzhodni Evropi.

#### Konzervativni Judje
Pripadniki konzervativne ločine judovstva verujejo v tradicionalne judovske vrednote, a so odprtejši za moderni način življenja. Pri čaščenju v sinagogi ne uporabljajo strogo hebrejščine in nosijo oblačila, po katerih se ne razlikujejo od poganov (Nejudov). V Severni Ameriki in v Evropi je med Judi velik del konzervativnih.

#### Reformirani Judje
Reformirani Judje sicer poudarjajo pomen starozaveznega dela Biblije, vendar jih večina vsaj deloma ne verjame napisanemu. Pri obredih v sinagogi redko uporabljajo hebrejščino, ki je danes uporabljena v Izraelu. Njihovi verski obredi potekajo v nacionalnih jezikih držav kjer živijo, ženske in moški v sinagogi niso deljeni. Večina reformiranih Judov živi v Evropi in v Severni Ameriki.

#### Mesijanski Judje
Mesijanski Judje so Judje, ki verjamejo, da je Jezus mesija. Poleg tega, da sprejemajo Jezusa kot božanskega mesijo v Tanaku, mesijanski Judje verjamejo, da je Jezus edina pot v nebesa in da judovska zakonodaja iz Stare zaveze ne prispeva k odrešitvi. V teh svojih prepričanjih se ostro razlikujejo od drugih judovskih ločin.

## Judje v Sloveniji
V Ljubljani so se Judje naselili v začetku 13. stoletja, gospodarski in kulturni center pa so do 15. stoletja imeli v Mariboru. Svojo judovsko skupnost sta imela tudi Piran in Gorica. Habsburžani so jih konec 15. in v začetku 16. stoletja izgnali. Naselili so se v Prekmurju, kjer so v 18. stoletju ustanovili skupnosti v Lendavi in Murski Soboti. Danes ima Judovska skupnost sedež v Ljubljani in podporo diaspore (narodnostna ali verska skupnost, ki živi raztresena na ozemlju druge narodnosti ali vere). Sinagoge počasi obnavljajo, kot galerije in kulturno umetniški center delujeta sinagogi v Lendavi in Mariboru. Obredov v sinagogah v Sloveniji še zmeraj ni (najbližji sta v Trstu in Zagrebu).

## Zgodovina Judov
Začetki segajo v dobo pred 4000 leti, je druga najstarejša svetovna vera, za Hinduizmom. Judovska vera je nastala na Bližnjem vzhodu v nomadskem ljudstvu Hebrejcev. Ti so za razliko od okoliških politeističnih ljudstev verovali le v enega Boga. Legendarni začetnik vere je bil Abraham, ki je postavil temelje monoteizma tudi za druge religije, med drugim krščanske religije in islam. 
Dogodke tega časa zajema Biblija, ki pravi, da Abraham in njegova žena Sara nista mogla imeti otrok in neke noči je Bog govoril z Abrahamom in mu ukazal, naj zapustita rodno deželo Mezopotamijo in se preselita v Kanaan (pokrajina v današnjem Izraelu in Jordaniji). Tam bosta imela veliko potomcev, ki bodo postali velik narod in bodo imeli svojo državo (Kanaan je zato tudi »obljubljena dežela«). V starosti 75 let je Abraham s Saro krenil na pot, zaradi revščine in lakote pa nista ostala v Kanaanu, ampak sta nadaljevala pot v Egipt. Tam je Abraham dobil prvega sina, Ismaela, a s Sarino egipčansko služkinjo, ki pa jo je moral nagnati od doma. To je pomembno zaradi tega, ker se imajo muslimani za potomce Ismaela in s tem tudi Abrahama. V starosti 100 let pa se jima je končno rodil sin. Ime mu je bilo Izak in njegovi potomci naj bi bili današnji Judje. To potrjuje tudi dejstvo, da je Abraham obrezal Ismaela pri njegovih trinajstih letih (kot to danes počno muslimani), Izaka pa osmi dan po rojstvu (kakor to še danes počnejo judje). Izak, ki se je poročil z Rebeko, naj bi imel z njo dva sinova, dvojčka, Ezava in Jakoba. Jakob se je rodil za Ezavom, vendar je prevaral oslepelega očeta, tako da ga je ta proglasil za prvorojenca in ta je postal tretji očak Judov (za Abrahamom in Izakom). V starosti se je pokesal, ker je prevaral očeta in brata, in se preimenoval v Izraela. Od tod se njegovi potomci imenujejo Izraeliti. 
Po arheoloških raziskavah je zgodnja judovska kultura naslednica prejšnje, kanaanske, kar se ujema s svetopisemskim poročilom, da je Abraham prišel v Kanaan samo s svojo družino in ne s celim ljudstvom.
Judje so bili v Egiptu več ali manj sužnji Egipčanov, vsa dokler jih ni rešil Mojzes (šele potem, ko je Bog poslal nad Egipt 10 nadlog), ki jih je odpeljal čez Rdeče morje (morje se je razmaknilo). S svojim ljudstvom je nato nekaj desetletij taval po puščavi Arabskega polotoka in na gori Sinaj mu je Bog izročil tabli z 10 božjimi zapovedmi (veruj v enega Boga; ne delaj si podob za čaščenje; ne skruni božjega imena; praznuj gospodov dan-soboto; spoštuj očeta in mater; ne ubijaj; ne želi bližnjega žene; ne kradi; ne pričaj po krivem; ne želi tujega). Z ljudstvom, ki mu je sledilo, je nato prispel do Kanaana.
Po številnih bitkah s sosednjimi ljudstvi (v obdobju 200 let) je pod kraljem Davidom Kanaan postal izraelsko kraljestvo z glavnim mestom Jeruzalem (okoli 1000 pr. n. št.). David je nedvomno skoraj vsem poznan, da je premagal Goljata, filistejskega vojaka, visokega skoraj tri metre in oblečenega v ščit od glave do pete. Kljub temu ga je David (ki sploh še ni bil vojak, ampak je svojim bratom na bojišče prinesel hrano) premagal s fračo, tako da ga je z enim samim kamnom zadel v čelo oz. sence. Davida je na prestolu nasledil sin Salomon, ki je veljal za zelo modrega (Salomonska odločitev). Ta je v Jeruzalemu dal zgraditi prvi tempelj, v katerem sta bili shranjeni tabli z desetimi božjimi zapovedmi, ki ju je prejel Mojzes (v skrinji zaveze). Ta tempelj je bil potem nekajkrat porušen (vdori Babiloncev) in bolj ali manj obnovljen kot drugi tempelj, dokončno pa so ga ob zasedbi Jeruzalema porušili v prvi judovsko-rimski vojni Rimljani leta 70 n. št. (ohranil se je skoraj 1000 let). Danes je ostal od njega le še t. i. zahodni zid, ki velja za najsvetejši in pomemben romarski kraj judov. Znan je tudi kot »zid obžalovanja« oz. »zid objokovanja«, ker judje ob njem tožijo nad izgubo templja. Del judovske vere je tudi pričakovanje Mesije (odrešenika), ki bo ponovno združil in osvobodil svoje ljudstvo (kakor kralj David) ter ponovno zgradil tretji tempelj.
Jeruzalem je danes mesto treh religij: judovstva, krščanstva (kot kraj smrti in vstajenja Jezusa Kristusa) in islama (Kupola na skali), ki stoji na mestu nekdanjega judovskega templja, od koder je šel na potovanje v nebesa ustanovitelj islama Mohamed, mošeja Al Aksa. Na samem začetku so muslimani celo molili obrnjeni proti Jeruzalemu, šele kasneje so začeli moliti obrnjeni proti Meki). Vsem trem religijam je torej enoten prednik Abraham.
Ves čas napadov na Kanaan so se Judje razseljevali po svetu. V času rimske nadvlade (ob začetku n. št.), pa vse do Križarskih vojn (okoli 1100 n. št.) so Judje bežali iz Kanaana in se naseljevali najprej vzdolž afriške sredozemske obale, vse do Španije in Portugalske. Kasneje so se začeli naseljevati tudi na sever in po Evropi. V tem času so se tudi razvile različne ločine oz. judovske smeri. Iz tistega časa izvira ločitev na Sefardske in Aškenaške Jude. Prvi so potomci španskih, drugi pa potomci nemških in vzhodnoevropskih Judov. Razlikujejo se po različnih navadah in različnem izvajanju obredov (razlike pa so bistvu majhne). Kljub mešanju tekom zgodovine (izgon Judov iz Španije v 15. stoletju - ti so se zato preselili v osrednjo in vzhodno Evropo), pa so tudi dandanes ohranili različne navade in sicer tako, da imajo vsaki svoje rabine, svoje sinagoge.
Konec 18. stoletja se je v Vzhodni Evropi (območje aškenaških judov) razvil hasidizem, zelo pravoverno gibanje. Za hasidske Jude je značilno, da živijo v ločenih skupnostih od ostalega prebivalstva, se strogo držijo običajev in še vedno izvajajo obrede v hebrejščini. Za moške je značilno, da imajo črne obleke, črn klobuk, kodre na senceh, brade; ženske pa so oblečene bolj skromno in če so poročene nosijo lasuljo.
Na drugi strani pa so reformistični judje v ZDA (tja so se selili večinoma Sefardi) in Zahodni Evropi veliko navad spremenili oz. opustili. Tako imajo obrede v lokalnem jeziku, uvedli so nove molitve, v zadnjih letih lahko tudi ženske postanejo rabini in medse sprejemajo tudi tiste, ki prevzamejo judovsko vero. Pravoverni Judje (tradicionalisti, ortodoksni) judje teh reformistov (modernizatorjev) ne priznavajo kot prave Jude in jih imajo za laike.
Nasploh so priseljeni Judje slej ko prej postali komu v napoto (bodisi vladarjem, kraljem, bodisi drugim vernikom). Zato so jih pogosto preganjali. Kje iskati razlog nedobrodošlosti? Po eni strani so bili Judje prisiljeni da so se naseljevali v mesta, saj na deželi, kot priseljenci, niso dobili zemlje za obdelovanje. V mestih pa se je razvijala trgovina, bančništvo, tam so bili pogosto podjetniki, odvetniki, zdravniki. Krščanska vera je takrat prepovedovala posojanje denarja in obrestno mero, vrzel so pri tem Judje, ki pravice do posesti in kmetijstva niso imeli. Ker so živeli ločeno od drugih prebivalcev, medsebojno pa so bili zelo povezani v skupnosti, so sčasoma postali finančno močni, neodvisni in tudi vplivni. S tem so seveda vzbujali zavist drugih, močno proti propagando pa je skozi stoletja širila Cerkev: Judje so bili večkrat obtoženi neuspešno raziskanih umorov, celo pojava Kuge.
V Križarskih vojnah naj bi bilo ubitih več kot 3 mio Judov (in skoraj dvakrat toliko muslimanov). V srednjem veku so jih tako pregnali iz Španije (po 1492) in Anglije (samo iz Španije je bilo izgnanih skoraj 200.000 Judov). Na prehodu v 20. stol. so se dogajali pogromi (kakor imenujejo množične pokole Judov v Rusiji), sledil je Holokavst med drugo sv. vojno, kjer je bilo pobitih 6 milijonov oz. 1/3 vseh Judov.
Že v 19. stol. se je zaradi vseh preganjanj začel razvijati Sionizem (Sion=tradicionalno ime za Jeruzalem), gibanje za združitev vseh Judov v skupni državi. Takrat so se tudi prve večje skupine začele naseljevati na ozemlje današnjega Izraela. Gibanje se je krepilo na kongresih in doseglo svoj glavni cilj po drugi sv. vojni z ustanovitvijo države Izrael.
Prav zaradi holokavsta so imele zahodne države (predvsem ZDA) slabo vest in so po vojni podprle prizadevanja Judov za lastno državo, kjer bodo združeni, zaščiteni in se bodo lahko branili. Tako so leta 1948 ustanovili današnjo državo Izrael, vendar so zdaj kot samostojna država trn v peti sosednjim muslimanskim državam, katere so se skupinsko že večkrat združile v vojno z Izraelom (1967, 1973, danes). Antisemitizem ima zelo dolgo zgodovino in žal tudi nepredvidljivo prihodnost.

## Pisni temelji
Tora (tudi Pentatevh = postava)
Prvih pet knjig judovske svete knjige – Tanak. Ta pa je pravzaprav Stara Zaveza (del Svetega pisma) – skupno s kristjani. Tora je napisana v hebrejščini in je v obliki dveh rol, zvitkov. Vsebuje 613 zapovedi, ki jih je Bog dal Mojzesu in jih mora poznati vsak veren Jud, že kot otrok. Zunanjost Tore je vedno zelo lepo okrašena. Toro vedno berejo s kazalom ali jad, da se ne bi dotikali besedila ali ga umazali.
Preostali del Tanaka vsebuje razne prerokbe, pesnitve, zgodovinske knjige…
Talmud pa je obsežna zbirka spisov, razprav, misli, ki so nastali v prvih stoletjih n. št. in jih je pisalo več kot 2000 rabinov.
Kabala je nauk oz. knjiga s filozofsko vsebino iz srednjega veka, katere preučevanju se nekateri posvetijo za celo življenje. Predstavlja in zajema bolj mistični del judovstva, ki na nenavaden in filozofski način razlaga nauke, obrede in simbole judov.

## Obredi
Za izvajanje obredov je potrebno 10 polnoletnih moških - minjan (starejših od 13 let) v sinagogi. 
Sinagoga (shodnica, kraj shajanja) je središče za čaščenje Boga, za izobraževanje in družbeno življenje. Pri obredih naj bi moški in ženske sedeli ločeno, vsi moški (s kipo) in poročene ženske morajo imeti pokrito glavo. Moški žensk med obredi ne smejo videti, ker naj bi bilo to moteče, zato ženske spremljajo obrede ločeno za zidom, pregrado ali sede na balkonu, galeriji. Središče sinagoge je osrednji, dvignjen prostor – bimah ali almemor, kjer se bere Tora. Le-to hranijo v »skrinji«, ki je vgrajena v zadnjo (navadno vzhodno – v smeri Jeruzalema) steno sinagoge. Poleg je t. i. večna luč, ki predstavlja večno upanje za prihod Mesije, ki jih bo popeljal v obljubljeno deželo. Notranjost ni poslikana (ne delaj si božjih podob- ena izmed zapovedi), okna so visoko, tako da radovedneži od zunaj ne bi motili obredov. 
Rabin – učitelj, zdravnik, duhovnik, oče, strokovnjak za branje in interpretacijo Tore; plačuje ga židovska skupnost
Obrezovanje – izvršiti se mora na vsakem moškem potomcu 8. dan po rojstvu (tudi če je to sobota), prestavi se lahko samo zaradi bolezni novorojenca. S tem postane otrok član zaveze med Bogom in njegovim ljudstvom. Dobi tudi hebrejsko ime. Deklice po rojstvu blagoslovijo v rednih dnevnih obredih.
Bar micva – pri 13. postanejo fantje polnoletni (dekleta pri 12. – batmicva), kar pomeni, da morajo odslej izpolnjevati vse zapovedi (trije verski obredi dnevno). Na sobotni jutranji molitvi ga  pokličejo naprej in mora brati Toro, kar je zahtevno in terja kar veliko učenja. Sledi velika zabava.
Poroka – samo med Judi. Ločitev je možna, če se mož s tem strinja. Poroka je veliko slavje, ki jo pripravi nevestina družina. Sestavi se tudi poročna listina – ketuba, v kateri so zapisane pravice ter dolžnosti moža in žene.
Smrt in pogreb – čim prej po smrti; na judovsko pokopališče, ki je navadno v bližini sinagoge. Truplo v skromnih oblačilih in v navadni leseni, neokrašeni krsti.
Razmerje moški - ženske – moški berejo Toro, jo študirajo, se trikrat dnevno udeležujejo obredov, kar ženskam ni potrebno; one morajo skrbeti za judovski dom, za tradicionalno vzgojo otrok, s čimer imajo zelo pomembno in častno vlogo. Ob poroki se večina pravic nanaša na žensko (zagotovitev doma in socialne oskrbe), v primeru ločitve ji pripade finančni znesek.
Košer – judovski način priprave in uživanja hrane. 
Nekaj splošnih pravil: uživajo lahko le meso živali, ki žvečijo in prežvekujejo (to ni recimo prašič) in imajo preklana kopita, prepovedano je uživanje lupinarjev, žival mora biti ubita hitro, brez trpljenja, s čistim rezom in iz telesa mora izteči vsa kri (ki predstavlja življenje in je tako presveta za uživanje), mleko in meso se ne smeta uživati skupaj, niti pripravljati z isto posodo in priborom; pitje vina kot simbol veselja.

## Jeziki
Hebrejščina – prej mrtev jezik so oživili; abeceda ima 22 znakov oz. črk, ki izgledajo sicer zelo drugačne in posebne, a se izgovarjajo podobno kot naše, nimajo samoglasnikov, zato je treba jezik zelo dobro poznati, da lahko bereš; piše in bere se od desne proti levi; danes uradni jezik v Izraelu.
Jidiš – jezik se šteje med germanske jezike, ker je osnovan na stari nemščini, vsebuje pa mnoge hebrejske besede, zlasti v zvezi z judovskimi navadami. Pišejo ga praviloma s hebrejskimi črkami, z desne proti levi. Nastal je v Nemčiji in Vzhodni Evropi.
Ladino – mešanica srednjeveške španščine (kastiljščine), portugalščine in hebrejščine.

## Prazniki
Judje štejejo leta od stvaritve sveta in so trenutno v 5769. letu, ki se je začelo 29. septembra 2008 in se bo končalo 18. septembra 2009. Koledar je izračunan iz luninih men, zato je leto za približno enajst dni krajše od sončnega leta. Leto ima dvanajst mesecev, ki so dolgi od 29 ali  30 dni. Če je potrebno se lahko doda še trinajsti mesec. Prazniki zato niso vedno na isti dan v letu in jih je treba izračunati za vsako leto posebej.
Vsi judovski prazniki imajo trojno razsežnost: spomniti hočejo na kakšno kmečko ali naravno dogajanje, kakšen zgodovinski dogodek, imajo pa tudi verski pomen.  Izključno verski pomen ima edino Jom Kipur. Na prazničnem koledarju je nekaj veselih (Pesah, Šavuot, Sukot) in nekaj manj veselih praznikov. 
Šabat – sobota, sedmi dan v tednu, dan počitka in razmišljanja, ki traja od petkovega do sobotnega sončnega zahoda. Šabat pomeni popolno vzdržnost od kakršnegakoli dela. Prepovedano je celo prižiganje ognja in potovanje. Osnova za praznik je zapis v Svetem pismu, ki pravi, da je Bog ustvaril vse stvarstvo v šestih dneh, sedmi dan pa je počival (Geneza 2:3). 
Roš hašana – judovsko Novo leto, ki se po našem koledarju praznuje septembra ali oktobra. Na ta dan se proslavlja stvaritev sveta. Roš hašana ne spada med »vesele« praznike, ker se s tem dnem začenja desetdnevno obdobje premišljanja in duhovne obnove, ki se konča na Spravni dan (Jom Kipur). Za Roš hašano je značilno trobljenje na ovnov rog – šofar.
Jom Kipur – spravni dan, deseti dan po judovskem Novem letu. Na ta dan se vsi odrasli Judje postijo in nekaj časa preživijo v sinagogi, da bi dobili odpuščanje za svoje grehe. Bog odpusti samo grehe zoper njega, grehi zoper bližnjega pa ostajajo, zato je treba za njihovo odpuščanje prositi svojega  bližnjega. Zanimivo je, da gredo na ta dan v sinagogo tudi tisti Judje, ki niso praktični verniki in s tem izpričajo pripadnost judovskemu narodu. 
Sukot ali praznik kolib je kmečki praznik, ki traja sedem dni in je povezan s spravilom poljščin. Judje se na ta dan spominjajo tudi začasnih prebivališč, v katerih so prebivali med tavanjem  iz Egipta v obljubljeno deželo. Ljudje si za praznovanje postavijo začasne kolibe in v njih preživijo vsaj nekaj prazničnih dni.
Hanuka ali praznik luči se nanaša na zgodovinska dogajanja in čudež, ki naj bi se zgodil v templju v Jeruzalemu. V 2. stoletja pr. n. št. so Judje izgnali tujce, oljenka na osemkrakem svečniku pa je gorela sedem dni, čeprav je bilo v njej olja samo za en dan. Praznik ne proslavlja vojaške zmage, pač pa zmago luči nad temo in šibkejšega nad močnejšim. Za praznik, ki se obhaja decembra, je značilno obdarovanje otrok, tako da je malo podoben načemu Miklavžu in Božiču.
Pesah (Pasha) oziroma judovska Velika noč je znana tudi v krščanskem okolju, saj je Zadnja večerja pravzaprav judovska pashalna večerja. Praznik se proslavlja marca ali aprila v spomin na izhod Judov iz Egipta. V tem času je prepovedano uživanje kvašenega kruha, kar simbolizira stisko in pomanjkanje med izhodom iz Egipta, in vseh jedi, v katerih bi lahko prišlo do še tako majhne fermentacije. Prepoved velja za vse kraje, čase in generacije.  Prva dva dneva sta namenjena pashalnima večerjama, ki potekata po strogo ustaljenem obredu: posvečenje vina in nekvašenega kruha, blagoslovi, branje odlomkov iz Tore in razlag, petje itd.
Šavuot, praznik tednov ali binkošti se praznuje petdeset dni po drugi pashalni večerji v spomin na čas, ko je bila Judom izročena Tora. To naj bi se zgodilo sedem tednov po izhodu iz Egipta. V mnogih judovskih skupnostih je navada, da se na ta dan prebere 613 zapovedi, ki so zapisane v Tori in so jih Judje dolžni spoštovati. 
Purim, praznik usod in judovski pust je praznik, ki spominja na dogodek iz 5. stoletja pr. n. št., ko je vezir perzijskega kralja določil, da morajo vsi Judje umreti. Mladi Ester je uspelo kralja odvrniti od te namere in hudobnega vezirja so obglavili. Praznik spada med vesele praznike, h kateremu spada obilno in dobro zalito praznično kosilo. Judje, predvsem otroci, se na ta dan našemijo. 

## Simboli
Davidova zvezda (Magen David) – relativno nov simbol Judov iz 17. stoletja, za katerega je bolj verjetno, da so ga kot »judovski simbol« uvedli Nejudi zato, da bi označevali Jude. To je bilo izrazito tudi v II. sv. vojni, od koder je ta »znak judovstva« še bolj znan. V pristnih upodobitvah sestavljata zvezdo jo dva neločljivo povezana trikotnika, en obrnjen z vrhom navzgor, drugi navzdol. (več razlag: 1. ljudstvo, ki živi med nebom in zemljo-tu je njihov svet; 2. bolj filozofska navezuje se na egiptovsko družbeno ureditev kot pokončno piramido oz. trikotnik z enim, faraonom, na vrhu in obrnjeno piramido oz. trikotnik v grški demokraciji)
Menora – najstarejši simbol Judov. Na podlagi podob Salomonovega templja, v katerem naj bi bil tak svečnik. Sedem krakov, za sedem dni v tednu (po eni verziji, naj bi tako vedeli in šteli, kateri dan je; druga verzija pravi da za sedem planetov, ki so jih takrat poznali; sicer pa je tudi v menori, tako kot v zvezdi cela filozofija). Danes v uradnem grbu Izraela.
Mezuza – tudi zelo značilen predmet, ki ga imajo judovske hiše oz. stanovanja na desnem podboju vhodnih vrat. Pomeni, da tu živi verna družina. Gre za mini zvitke z odlomki iz Tore, ki so znotraj umetelno izdelanega okraska, predmeta.
Hanukija - Devetkraki svečnik
Tefilin, filakterije – škatlica v kateri so zvitki vrstic iz Tore; škatlico si s trakom povežejo na glavo oz. čelo, drugi trak si ovijejo okoli roke, ki je najbližje srcu, kar pomeni, da častijo Boga z glavo in srcem.
Brit mila – pripomočki za obred obrezovanja (nož, sponka, lij, čaša, skodelica)